# Nicolas Meunier
Nicolas Meunier est un coureur cycliste français né le 28 décembre 1978 à Bourges.

## Biographie
(octobre 2010).
Si vous disposez d'ouvrages ou d'articles de référence ou si vous connaissez des sites web de qualité traitant du thème abordé ici, merci de compléter l'article en donnant les références utiles à sa vérifiabilité et en les liant à la section « Notes et références ».
Nicolas Meunier naît le 28 décembre 1978 à Bourges. Son père, son oncle et son grand-père ont été coureurs professionnels. Son père Alain Meunier a été professionnel pendant deux saisons, en 1975 et 1976. Il participe à la campagne victorieuse de Bernard Thévenet. Son oncle Jean-Claude Meunier est également professionnel pendant quatre saisons et son grand-père est Georges Meunier, double vainqueur d'étape sur le Tour de France et champion de France de cyclo-cross.
Nicolas Meunier perd son père lorsqu'il a 18 mois. Victime d'une chute lors d'une course à Salbris, il décède peu de temps après de ses blessures. Il est alors élevé par sa mère. Dès l'âge de 16 ans, Nicolas décide de marcher sur les traces de son père Alain et la passion du vélo ne le quitte plus. Il devient l'un des meilleurs juniors puis espoirs français.
Il est stagiaire deux ans de suite chez BigMat-Auber 93, en 2000 et 2001, puis il devient professionnel pendant deux saisons dans cette équipe. Celle-ci passe de la première division mondiale en 2002 à la deuxième en 2003. En 2003, Nicolas Meunier remporte le championnat de France de course aux points. En 2004, il décide d'abandonner le cyclisme professionnel, pour des raisons personnelles. Il se consacre exclusivement à sa famille, reprend ses études et entame une nouvelle carrière professionnelle. Il continue de courir en amateur chez Auber 93 où il demeure en 2010 en troisième catégorie.
En 2013, il est vice-champion de France de cyclisme chez les cheminots.
Il participe ensuite à des compétitions pour le loisir au sein du Team Bike Cycliste de Saint Prix dans le Val d’Oise. 

## Palmarès
- 1999
  - 3e du championnat de France de la course aux points
- 2000
  - 1re étape du Tour du Loir-et-Cher
- 2003
  -  Champion de France de la course aux points
- 2005
  - 2e du championnat de France de la course aux points
- 2013
  - 2e du championnat de France des cheminots